# 午夜系列 (泰國電視劇)
《午夜系列》（英語：Midnight Series），為泰國Disney+ Hotstar於2022年12月28日起播出的愛情電視劇，共有三個單元，包括「愛情旅館」、「髒髒洗衣店」及「月光雞飯」。
此劇由GMMTV製作，並在2021年12月GMMTV的「BORDERLESS」新戲發佈會上公開先導預告片。其後，此劇於2022年12月在Disney+ Hotstar串流平台上首播，2023年3月終映；並於2023年1月在GMM 25電視台首播。

## 演員陣容
註：括號內的演員姓名為小名。

### 「午夜系列之愛情旅館」

#### 主要人物
- 鐘朋·阿盧迪吉朋（Off）飾演 Mote
- 普洛伊湘普·素帕莎（Jan）飾演 Kat
- 塔納文·提拉珀蘇卡恩（Louis）飾演 Doi
- 塔納查·威吉翁通（英语：Tanutchai Wijitwongthong）（Mond）飾演 Sun

#### 其他人物
- 鄭逸祥（Victor）飾演 Peerapat Phatthanawat（Pat）
- 西里拉帕斯·康特拉卡恩（Mew）飾演 June
- Pae Daweerit Chullasapya 飾演 Jay
- 妮帕婉·苔薇朋莎婉（Kai）
- Tui Birdy Weerachat Duangwa

### 「午夜系列之髒髒洗衣店」

#### 主要人物
- 格拉帕·格潘（Nanon）飾演 Night
- 拉查楠·瑪哈菀（Film）飾演 Neon

#### 其他人物
- 納爾瓦夫·勒特拉特桑（Pond）飾演 Judo
- Zani Nipaporn Thititanakarn 飾演 妈妈桑
- 帕查娜·塔布彤（Kapook）飾演 Momay
- 瓦查拉·蘇克丘姆（Jennie）飾演 Smile
- 鄭壹飛（Foei）飾演 Nicholas（Nick）
- 塔察宮·波露婭楠（Godji）飾演 Chompoo

### 「午夜系列之月光雞飯」

#### 主要人物
- 皮拉帕·瓦塔納汕西瑞（Earth）飾演 Jaruek Nueangnauam（Jim）
- 薩哈帕·翁拉齊（Mix）飾演 Wongsakorn Thunapakarn（Wen）

#### 其他人物
- 塔納瓦·拉達納奇派山（Khaotung）飾演 Kaipa
- 卡納潘·佩澤坤（First）飾演 Alan
- 諾拉維特·提迪查倫拉（Gemini）飾演 Heart
- 納塔瓦特·吉羅提昆（Fourth）飾演 Loetphong Nueangnauam（Li Ming）
- 帕金·庫納-阿努維特（Mark）飾演 Saleng
- 彬雅帕·珍帕誦（View）飾演 Praew
- 彭娜帕·戴普緹那孔（Sui）飾演 Jintana
- A Suraphan Chaopaknam 飾演 Suphot
- 普洛姆皮亞·通普塔拉克（Papang）飾演 Beam
- 齊提薩克·帕通布拉納（Jack）飾演 Gong
- 阿藍·阿薩蘇布薩坤（Ford）
- Lookwa Pijika Jittaputta
- Maxine Inthiporn Tamsukhin
- Chokchai Charoensuk
- Bank Kitsadee Phuangprayong

## 劇集迴響

### 泰國電視收視
- 收視最低的集數以藍色表示，收視最高的集數以紅色表示，而空格則表示該集的收視沒有相關數據。

#### 「午夜系列之愛情旅館」
| 集數 No.   | 播放日期      | 播放時段 (UTC+07:00) | 平均收視率 | 來源 |
| ---------- | ------------- | -------------------- | ---------- | ---- |
| 1          | 2023年1月28日 | 星期六 20:30         | 0.0        |      |
| 2          | 2023年2月4日  | 星期六 20:30         | 0.1        |      |
| 3          | 2023年2月11日 | 星期六 20:30         | 0.1        |      |
| 4          | 2023年2月18日 | 星期六 20:30         | 0.1        |      |
| 5          | 2023年2月25日 | 星期六 20:30         | 0.1        |      |
| 6          | 2023年3月4日  | 星期六 20:30         | 0.1        |      |
| 平均收視率 | 平均收視率    | 平均收視率           | 0.1        | 1    |

#### 「午夜系列之髒髒洗衣店」
| 集數 No.   | 播放日期      | 播放時段 (UTC+07:00) | 平均收視率 | 來源 |
| ---------- | ------------- | -------------------- | ---------- | ---- |
| 1          | 2023年3月11日 | 星期六 20:30         | 0.1        |      |
| 2          | 2023年3月18日 | 星期六 20:30         | 0.1        |      |
| 3          | 2023年3月25日 | 星期六 20:30         | 0.1        |      |
| 4          | 2023年4月1日  | 星期六 20:30         | 0.1        |      |
| 5          | 2023年4月8日  | 星期六 20:30         | 0.1        |      |
| 6          | 2023年4月15日 | 星期六 20:30         | 0.1        |      |
| 平均收視率 | 平均收視率    | 平均收視率           | 0.1        | 1    |

#### 「午夜系列之月光雞飯」
| 集數 No.   | 播放日期      | 播放時段 (UTC+07:00) | 平均收視率 | 來源 |
| ---------- | ------------- | -------------------- | ---------- | ---- |
| 1          | 2023年4月22日 | 星期六 20:30         | 0.1        |      |
| 2          | 2023年4月29日 | 星期六 20:30         | 0.1        |      |
| 3          | 2023年5月6日  | 星期六 20:30         | 0.1        |      |
| 4          | 2023年5月13日 | 星期六 20:30         | 0.2        |      |
| 5          | 2023年5月20日 | 星期六 20:30         | 0.1        |      |
| 6          | 2023年5月27日 | 星期六 20:30         | 0.1        |      |
| 7          | 2023年6月3日  | 星期六 20:30         | 0.2        |      |
| 8          | 2023年6月10日 | 星期六 20:30         | 0.2        |      |
| 平均收視率 | 平均收視率    | 平均收視率           | 0.1        | 1    |

^1  基於每集的平均觀眾份額。

## 外部連結
- 《午夜系列之愛情旅館》GMM25 官方網站 （页面存档备份，存于）（泰文）
- 《午夜系列之髒髒洗衣店》GMM25 官方網站 （页面存档备份，存于）（泰文）
- 《午夜系列之月光雞飯》GMM25 官方網站 （页面存档备份，存于）（泰文）
- 《午夜系列之愛情旅館》GMMTV 官方網站（泰文）
- 《午夜系列之髒髒洗衣店》GMMTV 官方網站（泰文）
- 《午夜系列之月光雞飯》GMMTV 官方網站（泰文）
- YouTube上的《午夜系列之愛情旅館》播放列表
- YouTube上的《午夜系列之髒髒洗衣店》播放列表
- YouTube上的《午夜系列之月光雞飯》播放列表
- 《午夜系列之愛情旅館》MyDramaList 劇集介紹及劇評 （页面存档备份，存于）（英文）
- 《午夜系列之髒髒洗衣店》MyDramaList 劇集介紹及劇評 （页面存档备份，存于）（英文）
- 《午夜系列之月光雞飯》MyDramaList 劇集介紹及劇評 （页面存档备份，存于）（英文）
- 《午夜系列之愛情旅館》豆瓣劇集介紹 （页面存档备份，存于）（中文）
- 《午夜系列之髒髒洗衣店》豆瓣劇集介紹 （页面存档备份，存于）（中文）
- 《午夜系列之月光雞飯》豆瓣劇集介紹 （页面存档备份，存于）（中文）